# العلاقات البوروندية اللاتفية
العلاقات البوروندية اللاتفية هي العلاقات الثنائية التي تجمع بين بوروندي ولاتفيا.

## مقارنة بين البلدين
هذه مقارنة عامة ومرجعية للدولتين:
| وجه المقارنة                                              | بوروندي                                    | لاتفيا                                             |
| --------------------------------------------------------- | ------------------------------------------ | -------------------------------------------------- |
| المساحة (كم2)                                             | 27.83 ألف                                  | 64.59 ألف                                          |
| عدد السكان (نسمة)                                         | 10.86 مليون                                | 1.93 مليون                                         |
| الكثافة السكانية (ن./كم²)                                 | 390.23                                     | 29.88                                              |
| العاصمة                                                   | بوجومبورا، جيتيغا                          | ريغا                                               |
| اللغة الرسمية                                             | اللغة الكيروندية، لغة فرنسية، لغة إنجليزية | اللغة اللاتفية                                     |
| العملة                                                    | فرنك بوروندي                               | يورو، لاتس لاتفي، الروبل اللاتفي ‏، الروبل اللاتفي ‏ |
| الناتج المحلي الإجمالي (بليون دولار)                      | 3.48 مليار                                 | 30.26 مليار                                        |
| الناتج المحلي الإجمالي (تعادل القوة الشرائية) بليون دولار | 8.13 مليار                                 | 49.24 مليار                                        |
| الناتج المحلي الإجمالي الاسمي للفرد دولار أمريكي          | 277                                        | 14.06 ألف                                          |
| الناتج المحلي الإجمالي للفرد دولار أمريكي                 | 77                                         | 23.55 ألف                                          |
| مؤشر التنمية البشرية                                      | 0.400                                      | 0.819                                              |
| رمز المكالمات الدولي                                      | +257                                       | +371                                               |
| رمز الإنترنت                                              | .bi                                        | .lv                                                |
| المنطقة الزمنية                                           | ت ع م+02:00                                | ت ع م+02:00، ت ع م+03:00، أوروبا/ريغا ‏             |

## منظمات دولية مشتركة
يشترك البلدان في عضوية مجموعة من المنظمات الدولية، منها:
| علم المنظمة | اسم المنظمة                               | تاريخ انضمام بوروندي | تاريخ انضمام لاتفيا |
| ----------- | ----------------------------------------- | -------------------- | ------------------- |
|             | مؤسسة التنمية الدولية                     | 28 سبتمبر 1963       | 11 أغسطس 1992       |
|             | يونسكو                                    | 16 نوفمبر 1962       | 9 يوليو 1951        |
|             | وكالة ضمان الاستثمار متعدد الأطراف        | 10 مارس 1998         | 21 أغسطس 1998       |
|             | الأمم المتحدة                             | 18 سبتمبر 1962       | 17 سبتمبر 1991      |
|             | الاتحاد البريدي العالمي                   | ?                    | ?                   |
|             | البنك الدولي للإنشاء والتعمير             | 28 سبتمبر 1963       | 11 أغسطس 1992       |
|             | الاتحاد الدولي للاتصالات                  | 16 فبراير 1963       | 11 ديسمبر 1921      |
|             | منظمة حظر الأسلحة الكيميائية              | ?                    | ?                   |
|             | مؤسسة التمويل الدولية                     | 28 نوفمبر 1979       | 29 سبتمبر 1993      |
|             | المركز الدولي لتسوية المنازعات الاستشارية | 5 ديسمبر 1969        | 7 سبتمبر 1997       |
|             | منظمة التجارة العالمية                    | 23 يوليو 1995        | 1999                |
|             | منظمة الشرطة الجنائية الدولية             | ?                    | ?                   |

## وصلات خارجية
- موقع وزارة الخارجية اللاتفية